# ATP Challenger Ramat haScharon

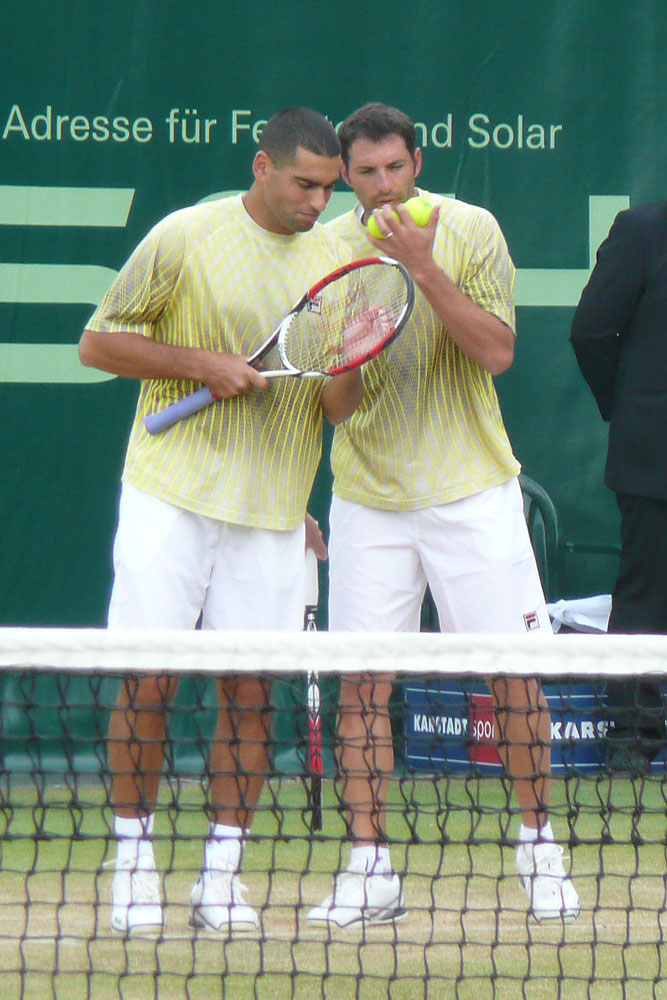
Jonathan Erlich und Andy Ram, 2008

Das ATP Challenger Ramat haScharon (offiziell: Israel Open) war ein Tennisturnier, das von 2008 bis 2010 jährlich in Ramat haScharon, Israel stattfand. Es gehörte zur ATP Challenger Tour und wurde im Freien auf Hartplatz gespielt.

## Liste der Sieger

### Einzel
| Jahr | Sieger       | Finalgegner     | Ergebnis        |
| ---- | ------------ | --------------- | --------------- |
| 2010 | Conor Niland | Thiago Alves    | 5:7, 7:65, 6:3  |
| 2009 | Lu Yen-hsun  | Benjamin Becker | 6:3, 3:1 aufgg. |
| 2008 | Marsel İlhan | Ivo Klec        | 6:4, 6:4        |

### Doppel
| Jahr | Sieger                           | Finalgegner                  | Ergebnis  |
| ---- | -------------------------------- | ---------------------------- | --------- |
| 2010 | Jonathan Erlich (2) Andy Ram (2) | Alexander Peya Simon Stadler | 6:4, 6:3  |
| 2009 | George Bastl Chris Guccione      | Jonathan Erlich Andy Ram     | 7:5, 7:66 |
| 2008 | Jonathan Erlich (1) Andy Ram (1) | Serhij Bubka Michail Jelgin  | 6:3, 7:63 |